# Barrage de Güzelhisar
Le barrage de Güzelhisar est un barrage en Turquie. Ce barrage est proche du village de Güzelhisar dans le district d'Aliağa de la province d'İzmir.

## Sources
- (tr) « Güzelhisar Barajı », sur Agence gouvernementale turque des travaux hydrauliques (DSİ)